# Городка (Яловенський район)
Городка (рум. Horodca) — село в Яловенському районі Молдови. Утворює окрему комуну.